# Mimente
La Mimente est une rivière du Sud de la France qui coule dans le département de la Lozère, en ancienne région Languedoc-Roussillon donc en nouvelle région Occitanie, et un affluent droit du Tarnon, donc un sous-affluent de la Garonne par le Tarn.

## Géographie
De 27,46 km de longueur, elle prend sa source dans la montagne du Bougès dans le département de la Lozère dans le parc national des Cévennes et se jette dans le Tarnon en rive droite, à Florac. Grâce à l'apport de ses eaux, le Tarnon double presque de volume.
Robert Louis Stevenson a suivi la Mimente. Pour le chemin de fer maintenant disparu qui longeait la Mimente, une série de petits tunnels a été construit. C'est là que passe maintenant le chemin de grande randonnée GR 70 nommé Chemin de Stevenson.

### Communes traversées
- Lozère : Saint-Privat-de-Vallongue, Cassagnas, Saint-Julien-d'Arpaon, La Salle-Prunet, Florac, Saint-André-de-Lancize, Barre-des-Cévennes.

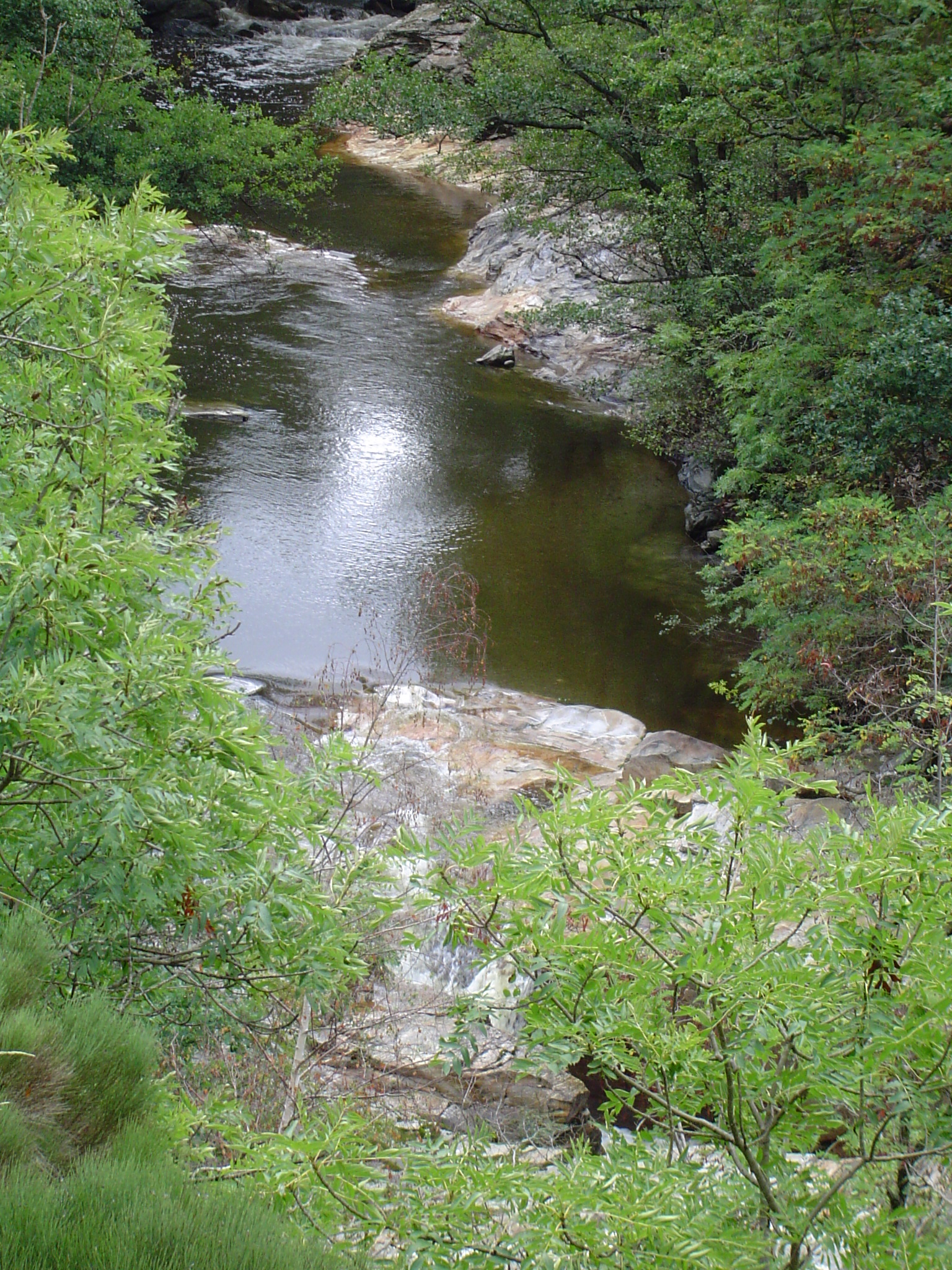
La Mimente près de Saint-Julien-d'Arpaon.
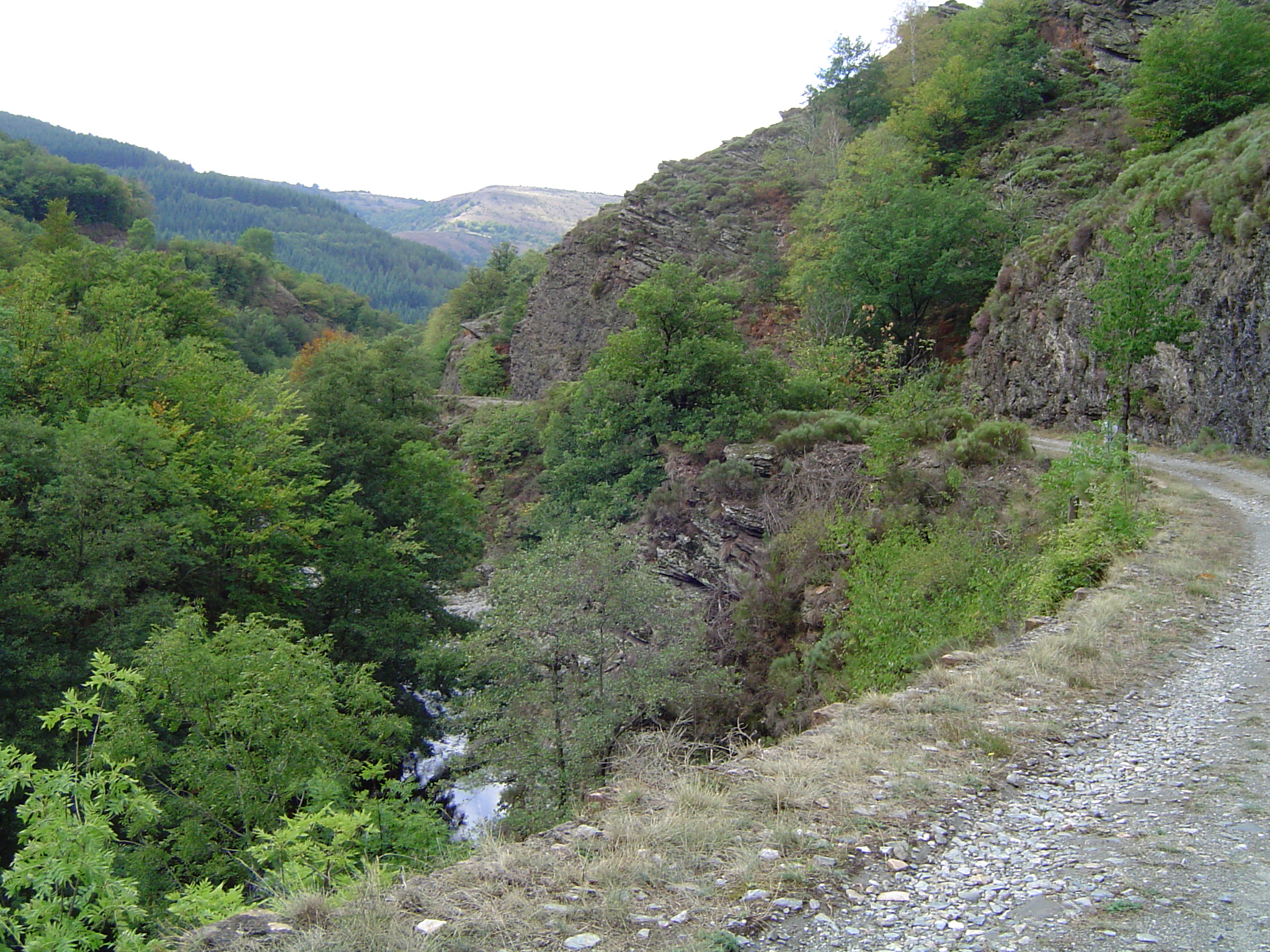
La Mimente près de Saint-Julien-d'Arpaon.
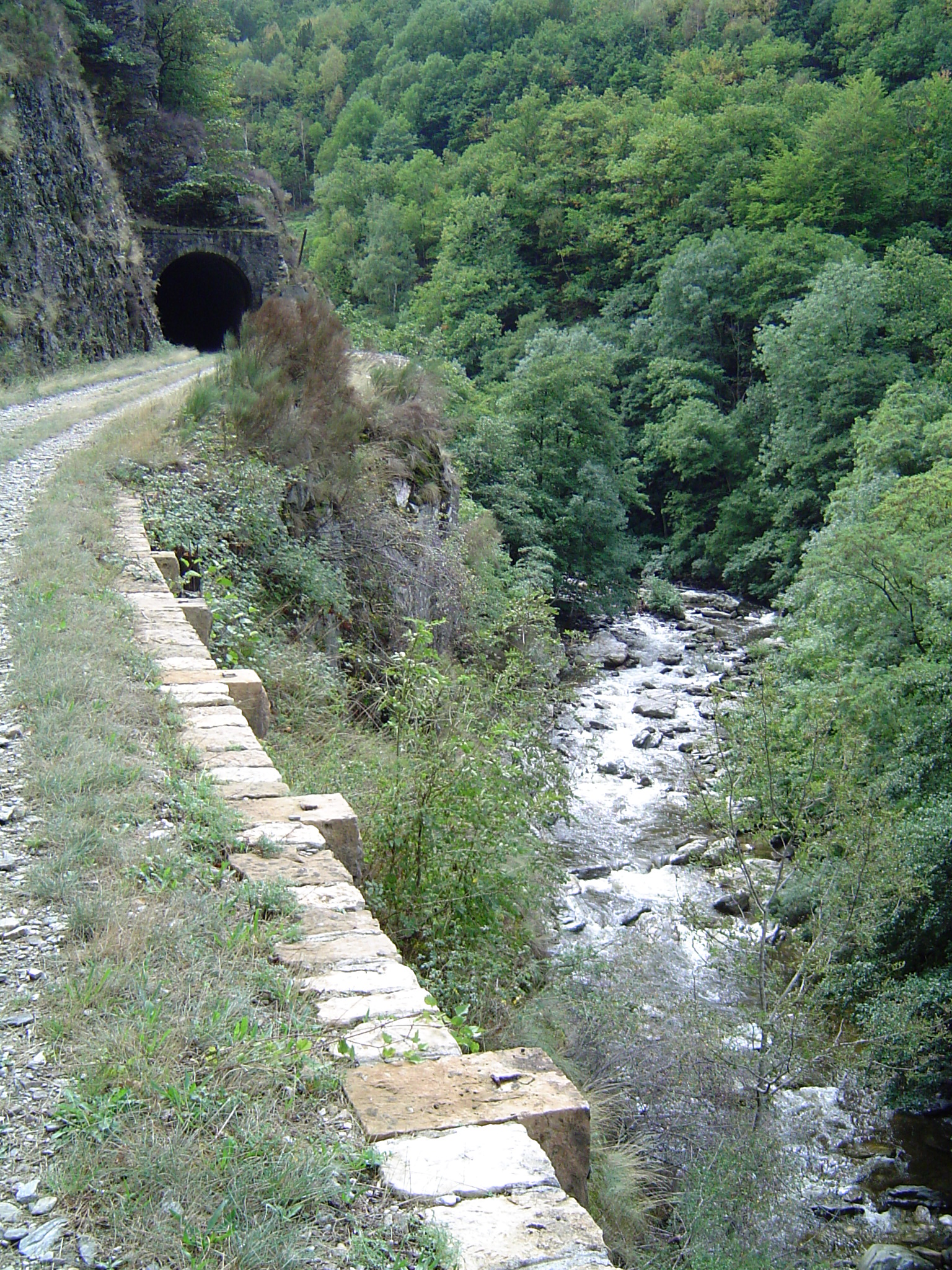
La Mimente et un des tunnels de l'ancien chemin de fer.

## Principaux affluents
De nombreux petits ruisseaux descendent de la montagne du Bougès et viennent grossir la Mimente.
- L'Arbone, 6,5 km
- Ruisseau de Seiguerines, 3 km
- Ruisseau de Malzac, 13,4 km
- Ruisseau de Poumas, 4,4 km
- Ruisseau de Briançon, 5,2 km
- Ruisseau de Sistre, 8,5 km
- Ruisseau de Raynal, 3,2 km

## Hydrologie
La Mimente est une rivière cévenole, qui peut subir de très fortes et soudaines crues lors d'épisodes cévenols.
- Débit moyen : 3,58 m3/s
- Débit minimal : 0,11 m3/s
- Débit maximal : 441 m3/s le 8 novembre 1982

La Mimente est une rivière très irrégulière, à l'instar de ses voisines de la région des Cévennes.

### La Mimente à Florac
Son débit a été observé durant une période de 34 ans (1975-2008), à Florac, localité du département de la Lozère située au niveau de son confluent avec le Tarnon. La surface observée est de 125 km2, c'est-à-dire la totalité du bassin versant de la rivière.
Le module de la rivière à Florac est de 3,58 m3/s.
La Mimente présente des fluctuations saisonnières de débit fort marquées, comme c'est toujours le cas des cours d'eau cévenols. Les hautes eaux se déroulent en hiver et se caractérisent par des débits mensuels moyens allant de 3,60 à 6,54 m3/s, d'octobre à mai inclus (avec deux maxima : le plus haut de 6,54 m3 en novembre, le second de 4,48 m3 en avril). À partir du mois de juin, le débit s'effondre, ce qui mène aux basses eaux d'été qui ont lieu de juillet à la mi-septembre, entraînant une baisse du débit mensuel moyen jusqu'à 0,306 m3/s au mois d'août. Mais les fluctuations peuvent être bien plus prononcées sur de courtes périodes ou selon les années.

### Étiages ou basses eaux
Aux étiages, le VCN3 peut chuter jusque 0,094 m3/s (94 litres/s), en cas de période quinquennale sèche, ce qui est assez sévère. Mais ce fait est fréquent parmi les rivières de la région cévenole.

### Crues
Les crues peuvent être extrêmement importantes, surtout compte tenu de l'exiguïté du bassin versant. Les QIX 2 et QIX 5 valent respectivement 160 et 260 m3/s. Le QIX 10 est de 330 m3/s, le QIX 20 de 390 m3/s, tandis que le QIX 50 se monte à pas moins de 480 m3/s. Ce sont là des chiffres hors-normes que l'on ne retrouve en France qu'au niveau du bassin du Chassezac et de quelques autres rivières des départements de l'Ardèche et du Gard.
Le débit instantané maximal enregistré à Florac a été de 441 m3/s le 8 novembre 1982, tandis que la valeur journalière maximale était de 284 m3/s le même jour. Si l'on compare la première de ces valeurs à l'échelle des QIX de la rivière, l'on constate que cette crue était intermédiaire entre vicennale et cinquantennale, et donc destinée à se répéter tous les 40 ans environ, en moyenne.

### Lame d'eau et débit spécifique
La Mimente est une rivière très abondante. La lame d'eau écoulée dans son bassin versant est de 907 millimètres annuellement, ce qui est près de trois fois supérieur à la moyenne d'ensemble de la France (plus ou moins 320 millimètres/an), et largement supérieur à la moyenne du bassin du Tarn (478 millimètres/an). Le débit spécifique (ou Qsp) atteint le chiffre fort élevé de 28,7 litres par seconde et par kilomètre carré de bassin.